# 対ソ連軍領空侵犯機警告射撃事件

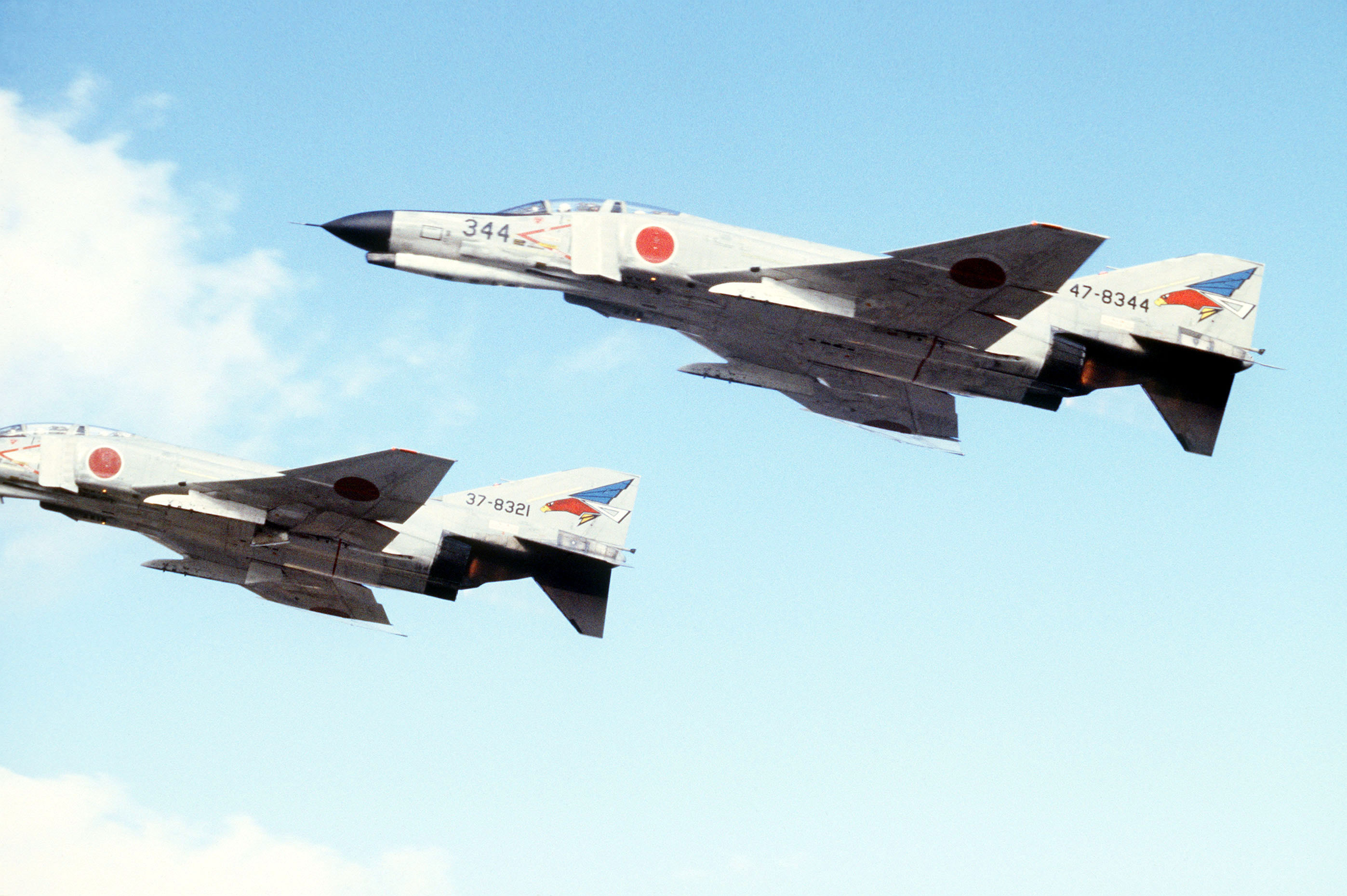
第302飛行隊所属のF-4EJ（同型機）

対ソ連軍領空侵犯機警告射撃事件（たいソれんぐんりょうくうしんぱんきけいこくしゃげきじけん）は、1987年（昭和62年）12月9日に沖縄本島上空および沖永良部島・徳之島の日本領空を侵犯したソビエト連邦軍Tu-16偵察機に対し、航空自衛隊のF-4戦闘機が、自衛隊史上初となる警告射撃を行った事案。
なお、政府見解によれば信号弾は「武器」には当たらないとされており、厳密には本事件は「武器の使用」ではないということに留意が必要である。

## 概要
1回目
発生地点 - 沖縄県　沖縄本島上空
発生時刻 - 1987年（昭和62年）12月9日午前11時24分以降
2回目
発生地点 - 鹿児島県　沖永良部島・徳之島付近上空
発生時刻 - 1987年（昭和62年）12月9日午前11時41分以降
1987年（昭和62年）12月9日午前11時頃、ソ連軍の偵察機4機が日本の防空識別圏を越えたため、那覇基地から第302飛行隊のF-4EJ戦闘機2機が緊急発進（スクランブル）した。ソ連機のうち3機は針路を変更した。
午前11時20分頃Tu-16P バジャーJ 1機が北へ転進し、沖縄本島上空へ接近。南西航空混成団司令官から警告射撃の許可が下りたため、午前11時24分、1回目の領空侵犯の際に警告射撃を実施。ソ連機は一度領空から離脱した後、午前11時41分頃再び領空へ侵入したため、再度警告射撃を行った。
日本政府はソ連政府へ抗議し、ソ連は悪天候と計器故障による事故と発表。また、搭乗員を処分したことを公表した。

## 経緯

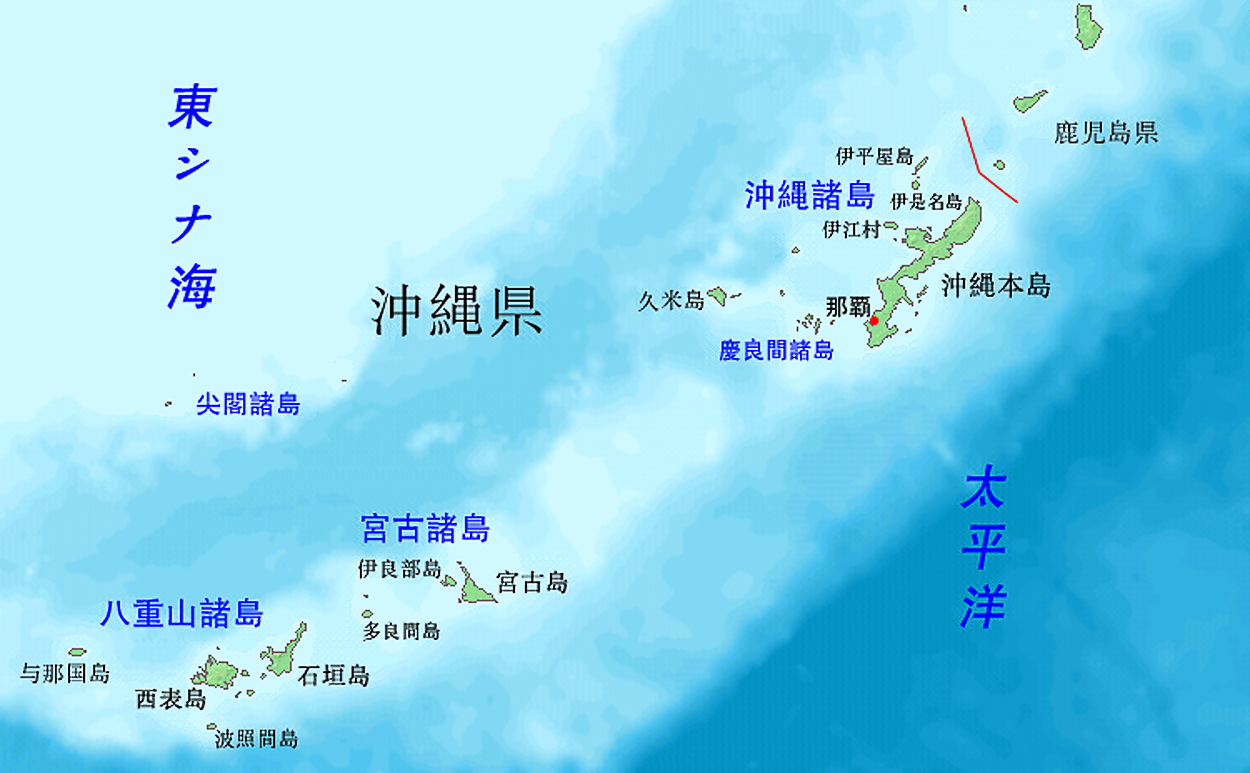

ソビエト連邦軍による対日領空侵犯は、1967年（昭和42年）8月以来、本事件で20回目だった。事件の直近では、8月27日に北海道礼文島付近に領空侵犯していた。
ソ連軍機は、当時ベトナムのカムラン湾からウラジオストクへ向かう途中であった。事件の経過は以下の通り。
- 午前10時30分頃 - 宮古島分屯基地のレーダーが4機の国籍不明機をとらえる（後にソ連のTu-16J バジャー2機、爆撃機2機と判明）
- 午前10時45分頃 - 那覇基地に所在する航空自衛隊南西航空混成団第83航空隊第302飛行隊所属F-4EJ戦闘機2機（編隊長：1番機前席のA一等空尉）が緊急発進（スクランブル）、その後も増援として2次・3次隊の4機が離陸。
- F-4EJ戦闘機および空自レーダーサイトから、無線を通じ英語・ロシア語で警告。
- ソ連機に見えるよう空自機が翼を振る、視覚信号により「退去」を指示。
- 午前11時10分頃 - バジャー1機を除く3機は、宮古島南方を通過後に北上。別の空自機2機が追跡、別の2機は上空待機。
- 午前11時20分頃 - バジャー1機が北へ転進、沖縄本島へ接近。空自機2機が引き続き追尾する。
- A一尉が南西航空混成団司令に警告射撃の許可を求め、警告射撃命令が下る。
- 午前11時24分30秒 - ソ連機が沖縄本島上空の領空へ侵入。米軍・空自基地上空も通過。
- 20mm機関砲にて、1回目の信号射撃による警告。視覚信号にて「着陸」を指示。
- 午前11時31分30秒 - ソ連機が領空外へ。
- 午前11時41分30秒 - ソ連機が沖永良部島・徳之島上空の領空へ侵入。
- 20mm機関砲にて、2回目の信号射撃による警告。
- 午前11時45分45秒 - ソ連機が領空外へ。

信号射撃とは、緊急発進した要撃機2機のうち編隊長機が侵犯機と並行して飛行し、実弾と曳光弾を前方に向けて発射するもの。この際、もう一方の僚機は後方で侵犯機の行動を監視する。空自機は二度の領空侵犯それぞれに、数回ずつ計数百発を発射したとされる。
領空侵犯した機体は、その後、北朝鮮の平壌に着陸した。このことはソ連側も発表したが、防衛庁の独自調査では別のバジャー1機と計2機で着陸したとしている。

ソ連側の発表では、領空侵犯は悪天候と計器故障による事故であったと説明。ただし事件当時の那覇付近の天気は晴れとなっており、西廣整輝防衛局長（当時）は12月10日の内閣委員会で「十分視界もきいて島も見える状況なので、かなり悪質であると考えている」旨を発言。また、F-4EJ一番機後席のBは、ソ連機搭乗員の焦りや動揺は「伝わってこなかった」と語っている。加えて、ソ連機は空自機を目視したが、旋回方向を誤った操縦ミスであったとも説明している。
1988年（昭和63年）1月14日、エドワード・ティシエ在日米軍司令官（兼第5空軍司令官）は、退任にあたっての記者会見で、米軍機が上空待機して事態を監視し、一部始終を把握していたことを明かした。その上で、空自が撃墜しなかったことを高く評価している。

## 政府の対応
12月9日夕方、外務省は抗議の意思を表明。竹下登首相（当時）も、前日に中距離核戦力全廃条約が締結された最中の事件であることに遺憾の意を示した。
12月10日午後、外務省の長谷川和年欧亜局長がニコライ・ソロヴィヨフ駐日ソ連大使を外務省に呼び出し、事実関係の調査と責任者の処罰を求める、厳しい内容の口上書を手渡した。このとき、ソ連外務省側は、悪天候による航法装置の故障を主張した。
12月11日、ソ連側がモスクワでの記者会見にて、日本の抗議に対し責任者処罰の方針を表明した。しかし、正式回答は行われず、同月17日に宇野宗佑外相（当時）が来日中のアナトリー・アダムシンソ連外務次官に正式な回答を要請した。これに対し、25日にソロヴィヨフ駐日ソ連大使が長谷川欧亜局長に事件の経緯と防止対策を正式に説明し、搭乗員への処分の予定も公表した。
翌1988年（昭和63年）2月15日までにソ連大使館を通じ、機長の1階級降格が明らかになった。そして、同月19日、イヴァン・トレチャクソ連国防次官が、搭乗員2名に対し搭乗停止処分を科したことを発表した。

## その後
1番機前席に搭乗していたA一等空尉は、1988年（昭和63年）6月、ACM訓練中に僚機と空中衝突する事故を起こし、殉職している。